# Списак бојкота Олимпијских игара
Бојкоти Олимпијских игарае − Олимпијске игре су велики међународни мултиспортски догађај. Током своје историје било је потпуних бојкота у шест наврата, а све су биле летње олимпијске игре. Први бојкот догодио се на Летњим олимпијским играма 1956. године, а последњи на Летњим олимпијским играма 1988. године.
Родезији је онемогућен улазак када је њен позив на Летње олимпијске игре 1972. Међународни олимпијски комитет повукао, након протеста других афричких земаља. Јужна Африка није била позвана на игре 1964, а њен позив на игре 1968. године је повучен када су бројни други тимови запретили да ће се повући. Јужној Африци није било дозвољено да се врати на Олимпијске игре све до Летњих олимпијских игара 1992. године.
Вероватно најпознатији бојкоти Олимпијаде десили су се 1980. и 1984. године током Хладног рата.
Године 2021. неколико земаља је најавило дипломатски бојкот Зимских олимпијских игара 2022. као одговор вестима о кинеском малтретирању ујгурског становништва, забрањујући владиним званичницима да присуствују играма у званичном својству, док су и даље дозвољавали спортистима да се такмиче.

## Списак потпуних бојкота Олимпијских игара или потпуног недоласка
| Олимпијада | Година | Држава домаћин | Град домаћин | Бојкотоване од стране (са мапом) |
| ---------- | ------ | -------------- | ------------ | --- |
| XVI        | 1956   | Аустралија     | Мелбурн      | 1. Египат 2. Ирак 3. Либан 4. Холандија 5. Камбоџа 6. Шпанија 7. Швајцарска 8. Кина |
| XVIII      | 1964   | Јапан          | Токио        | 1. Северна Кореја 2. Индонезија 3. Кина |
| XXI        | 1976   | Канада         | Монтреал     | 1. Алжир 2. Бенин 3. Бурма 4. Камерун 5. Централноафричка Република 6. Чад 7. Конго 8. Египат 9. Етиопија 10. Габон 11. Гамбија 12. Гана 13. Гвајана 14. Ирак 15. Кенија 16. Либија 17. Лесото 18. Мадагаскар 19. Малави 20. Мали 21. Мароко 22. Нигер 23. Нигерија 24. Република Кина 25. Сомалија 26. Шри Ланка 27. Судан 28. Швајцарска 29. Танзанија 30. Того 31. Тунис 32. Уганда 33. Горња Волта 34. Замбија |
| XXII       | 1980   | СССР           | Москва       | 1. Албанија (разлог није дат) 2. Антигва и Барбуда 3. Аргентина 4. Бахаме 5. Бахреин 6. Бангладеш 7. Барбадос 8. Британски Хондурас 9. Бермуди 10. Боливија 11. Канада 12. Кајманска Острва 13. Централноафричка Република 14. Чад 15. Чиле 16. Кина 17. Египат 18. Салвадор 19. Фиџи 20. Габон 21. Гамбија 22. Гана 23. Хаити 24. Хондурас 25. Британски Хонг Конг 26. Индонезија 27. Иран 28. Израел 29. Обала Слоноваче 30. Јапан 31. Кенија 32. Јужна Кореја 33. Либерија 34. Лихтенштајн 35. Малави 36. Малезија 37. Мауританија 38. Монако 39. Маурицијус 40. Мароко 41. Холандски Антили 42. Нигер 43. Норвешка 44. Пакистан 45. Панама 46. Папуа Нова Гвинеја 47. Парагвај 48. Филипини 49. Катар 50. Саудијска Арабија 51. Сингапур 52. Сомалија 53. Судан 54. Суринам 55. Свазиленд 56. Кинески Тајпеј / Тајван (протестујући због Резолуције из Нагоје која га означава као „Кинески Тајпеј“) 57. Тајланд 58. Того 59. Тунис 60. Турска 61. УАЕ 62. САД 63. Уругвај 64. Америчка Девичанска Острва 65. Западна Немачка 66. Заир |
| XXIII      | 1984   | САД            | Лос Анђелес  | 1. СССР 2. Бугарска 3. Источна Немачка 4. Монголија 5. Вијетнам 6. Лаос 7. Чехословачка 8. Авганистан 9. Мађарска 10. Пољска 11. Куба 12. Јужни Јемен 13. Северна Кореја 14. Етиопија 15. Ангола 16. Албанија 17. Иран 18. Буркина Фасо 19. Либија |
| XXIV       | 1988   | Јужна Кореја   | Сеул         | 1. Етиопија (није се одазвала позиву) 2. Никарагва (финансије) 3. Мадагаскар (финансије) 4. Куба 5. Албанија (није се одазвала позиву) 6. Северна Кореја 7. Сејшели (нису се одазвали позиву) |

## Списак недоласка владиних званичника или дипломатског бојкота Олимпијских игара
- Земље које учествују у дипломатском бојкоту планирају да не шаљу званичне делегације на утакмице, али спортистима је дозвољено да учествују. У неким земљама дипломатски бојкот може подразумевати не објављивање већ имплицирање да представници неће присуствовати играма.

| Игре                        | Година | Земља домаћин | Град домаћин | Земље које дипломатски бојкотују или не шаљу своје представнике |
| --------------------------- | ------ | ------------- | ------------ | --- |
| XXIV Зимске олимпијске игре | 2022   | Кина          | Пекинг       | 1. Литванија 2. Сједињене Државе 3. Нови Зеланд 4. Аустралија 5. Уједињено Краљевство 6. Канада 7. Косово 8. Јапан 9. Естонија 10. Аустрија 11. Белгија 12. Шведска 13. Холандија 14. Данска 15. Индонезија 16. Кинески Тајпеј 17. Швајцарска |